# Cedrillas
Cedrillas (en català, Sedrilles) és un municipi d'Aragó a la província de Terol i enquadrat a la comarca de la Comunitat de Terol.

## Monuments
- Església del Salvador
- Ermita de Santa Quiteria
- Ermita de Loreto
- Restes d'un castell medieval